# Bréhémont
Bréhémont és un municipi francès, situat al departament de l'Indre i Loira i a la regió de Centre – Vall del Loira. L'any 2007 tenia 809 habitants.

## Demografia

### Població
El 2007 la població de fet de Bréhémont era de 809 persones. Hi havia 342 famílies, de les quals 86 eren unipersonals (37 homes vivint sols i 49 dones vivint soles), 130 parelles sense fills, 118 parelles amb fills i 8 famílies monoparentals amb fills.
La població ha evolucionat segons el següent gràfic:
Habitants censats

### Habitatges
El 2007 hi havia 451 habitatges, 338 eren l'habitatge principal de la família, 91 eren segones residències i 22 estaven desocupats. 435 eren cases i 8 eren apartaments. Dels 338 habitatges principals, 278 estaven ocupats pels seus propietaris, 52 estaven llogats i ocupats pels llogaters i 8 estaven cedits a títol gratuït; 2 tenien una cambra, 28 en tenien dues, 71 en tenien tres, 94 en tenien quatre i 142 en tenien cinc o més. 275 habitatges disposaven pel capbaix d'una plaça de pàrquing. A 141 habitatges hi havia un automòbil i a 173 n'hi havia dos o més.

### Piràmide de població
La piràmide de població per edats i sexe el 2009 era:
| Homes | Edats   | Dones |
| ----- | ------- | ----- |
| 0     | 95 o +  | 0     |
| 8     | 90 a 94 | 8     |
| 12    | 85 a 89 | 20    |
| 8     | 80 a 84 | 4     |
| 12    | 75 a 79 | 24    |
| 24    | 70 a 74 | 20    |
| 16    | 65 a 69 | 28    |
| 24    | 60 a 64 | 20    |
| 8     | 55 a 59 | 20    |
| 24    | 50 a 54 | 28    |
| 24    | 45 a 49 | 16    |
| 28    | 40 a 44 | 12    |
| 24    | 35 a 39 | 24    |
| 40    | 30 a 34 | 12    |
| 28    | 25 a 29 | 20    |
| 20    | 20 a 24 | 16    |
| 16    | 15 a 19 | 4     |
| 20    | 10 a 14 | 12    |
| 24    | 5 a 9   | 12    |
| 28    | 0 a 4   | 16    |

## Economia
El 2007 la població en edat de treballar era de 498 persones, 369 eren actives i 129 eren inactives. De les 369 persones actives 338 estaven ocupades (181 homes i 157 dones) i 30 estaven aturades (18 homes i 12 dones). De les 129 persones inactives 63 estaven jubilades, 30 estaven estudiant i 36 estaven classificades com a «altres inactius».

### Ingressos
El 2009 a Bréhémont hi havia 313 unitats fiscals que integraven 767,5 persones, la mediana anual d'ingressos fiscals per persona era de 17.205 €.

### Activitats econòmiques
Dels 22 establiments que hi havia el 2007, 1 era d'una empresa extractiva, 1 d'una empresa alimentària, 3 d'empreses de fabricació d'altres productes industrials, 1 d'una empresa de construcció, 3 d'empreses de comerç i reparació d'automòbils, 1 d'una empresa de transport, 1 d'una empresa d'hostatgeria i restauració, 1 d'una empresa financera, 1 d'una empresa immobiliària, 4 d'empreses de serveis, 1 d'una entitat de l'administració pública i 4 d'empreses classificades com a «altres activitats de serveis».
Dels 4 establiments de servei als particulars que hi havia el 2009, 1 era una oficina de correu, 1 una oficina bancària, 1 guixaire pintor i 1 agència immobiliària.
Dels 2 establiments comercials que hi havia el 2009, 1 era una botiga de menys de 120 m² i 1 una fleca.
L'any 2000 a Bréhémont hi havia 17 explotacions agrícoles que ocupaven un total de 624 hectàrees.

## Equipaments sanitaris i escolars
El 2009 hi havia una escola elemental.

## Poblacions més properes
El següent diagrama mostra les poblacions més properes.